# Sigismund Samuel Hahn
Sigismund Samuel Hahn (* 11. Januar 1791 in Hamburg; † 11. April 1870 ebenda) war ein deutscher jüdischer Offizier in den Befreiungskriegen und Hamburger Arzt.

## Leben

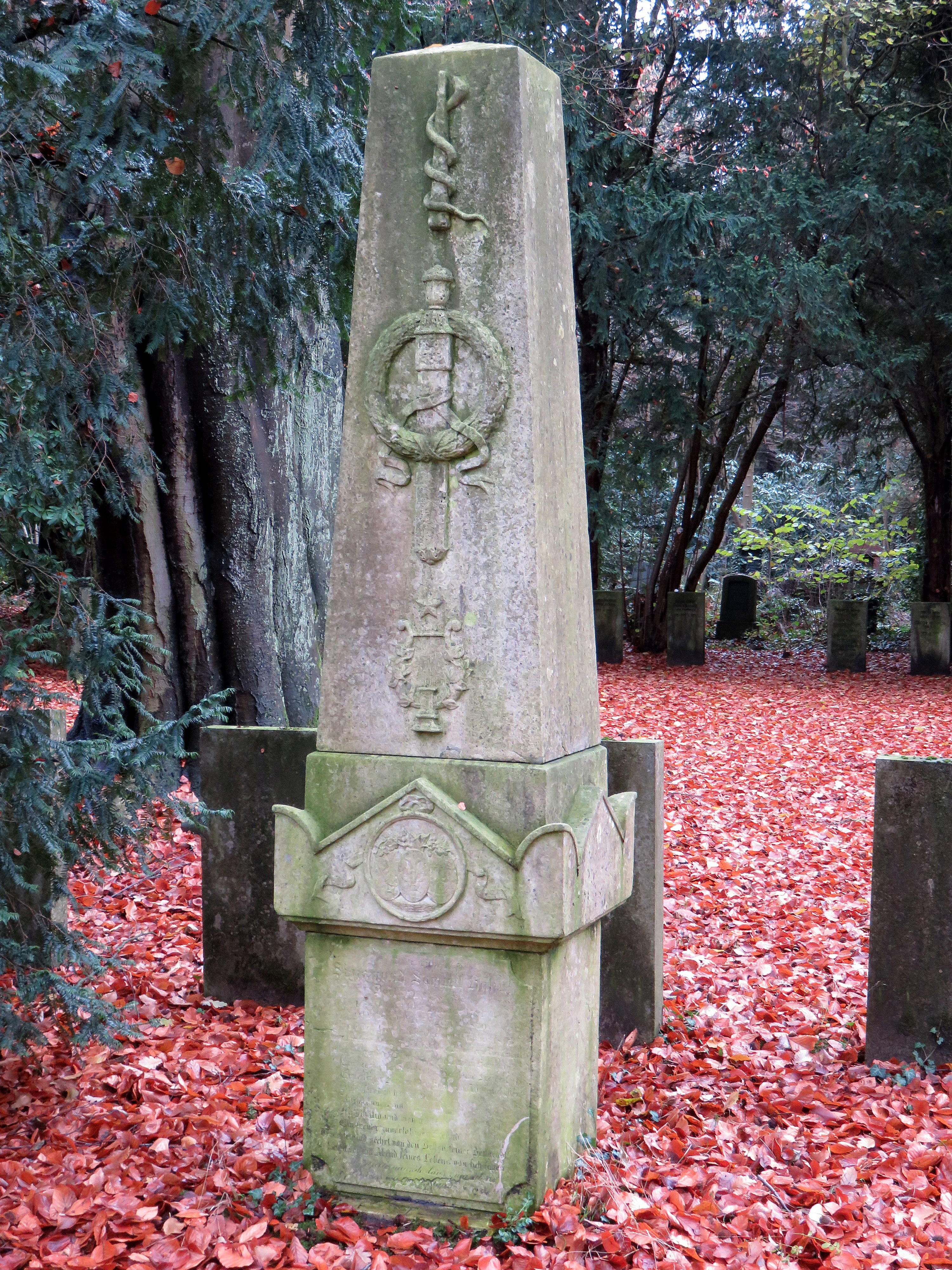
Grabmal Hahn, Jüdischer Friedhof Ilandkoppel (ehemals Grindel-Friedhof)

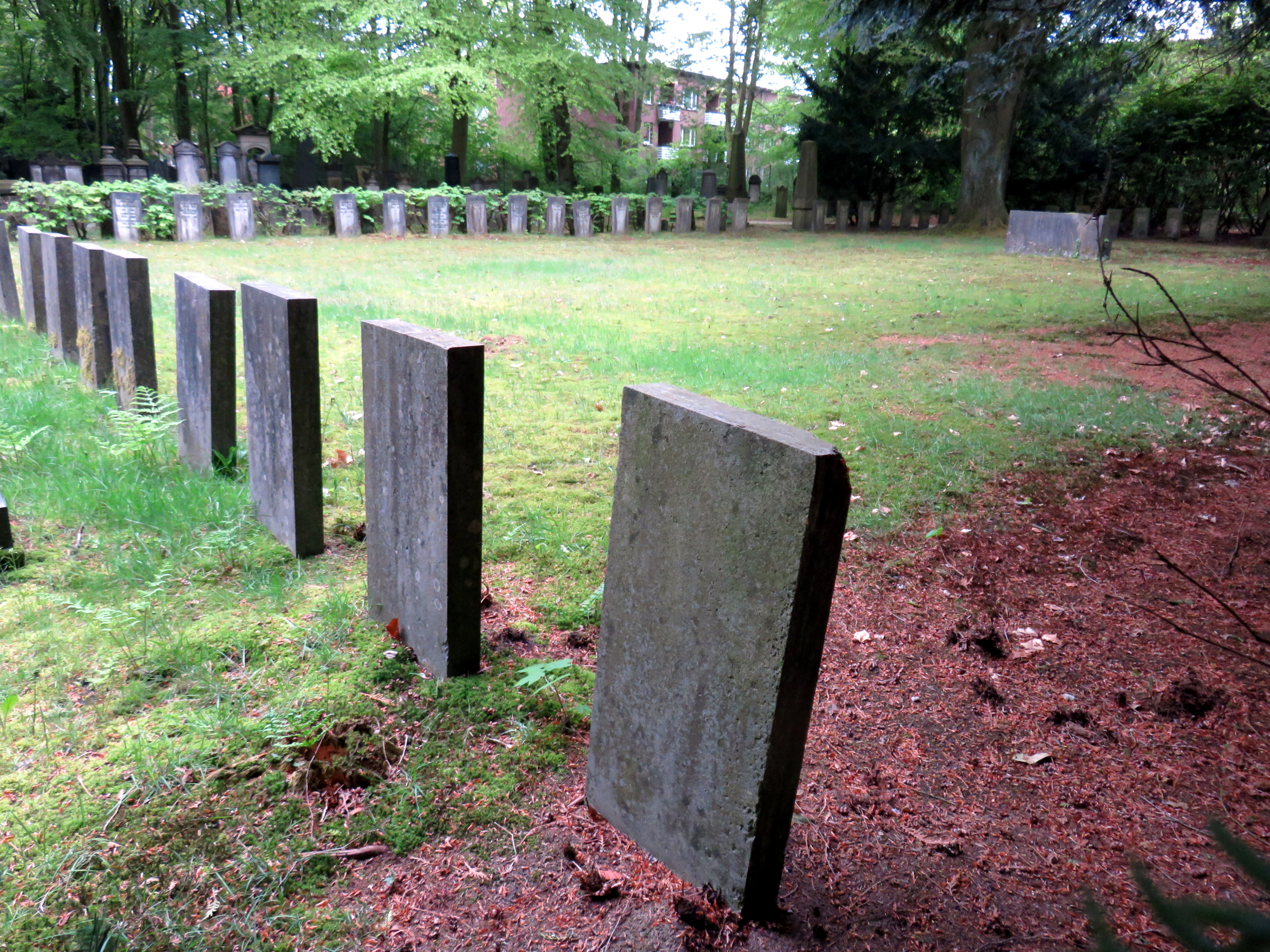
Einheitliche Gedenksteine der Grindel-Ehrenanlage, Jüdischer Friedhof Ohlsdorf (Ilandkoppel)

Sigismund Samuel Hahn besuchte die Gelehrtenschule des Johanneums von 1804 bis 1811 und begann dann ein Studium der Humanmedizin und Chirurgie an der gerade eröffneten Universität Berlin. 1813 unterbrach er sein Studium und meldete sich freiwillig zur Hanseatischen Legion. 1815 geriet er als Leutnant in Belfort in französische Kriegsgefangenschaft, entkam aber in Frauenkleidern. Am 5. Oktober 1816 konnte er sein Studium in Berlin erfolgreich mit der Promotion zum Dr. med. abschließen.
Er unternahm dann größere Reisen, unter anderem nach Italien, wo er in Rom Lätitia Bonaparte behandelte. Danach praktizierte er in Hamburg.
Hahn war ein gefragter Festredner, Gründungs- und seit 1866 Ehrenmitglied des Ärztlichen Vereins Hamburg. Veröffentlicht sind Aufsätze, Gelegenheitsreden und Gedichte. Er war reformorientiert und Mitglied im Direktorium der Jüdischen Freischule.
Sein mit einer Darstellung der Kriegsdenkmünze der Hanseatischen Legion geschmückter Grab-Obelisk befindet sich heute auf dem Jüdischen Friedhof Ohlsdorf in unmittelbarer Nähe zum Grabmal von Georg Hartog Gerson. Darüber hinaus wird in der benachbarten Ehrenanlage mit einem Gedenkstein an Sigismund Samuel Hahn erinnert.

## Auszeichnungen
- Kriegsdenkmünze der Hanseatischen Legion

## Schriften
- Zwei Reden, gehalten am Stiftungstage der Hanseatischen Legion, 16. März 1828, und zur Seculargedächtnißfeier der Geburt Moses Mendelssohns am 10. Sept. 1829. Hamburg: Hoffmann & Campe 1829
- Über den Ursprung und den Werth der Homöopathie. Eine Skizze. Hamburg: Perthes 1834
- Worte an Gabriel Riesser bei Überreichung seiner Ehrendenkmünze. Berlin 1836